# Funtore (programmazione)
Una funzione oggetto, anche chiamata funtore è un costrutto di programmazione
che permette ad un oggetto di essere invocato o chiamato come se fosse una
funzione ordinaria, solitamente con la stessa sintassi.

## Descrizione
Un uso tipico del funtore è nella scrittura delle funzioni di callback. Nei linguaggi di
programmazione procedurale, come il C, può essere accompagnata
dall'uso di puntatori a funzione. In ogni caso può essere difficile o scomodo passare o ritornare
lo stato di una funzione. Un funtore risolve questi problemi se la funzione rispetta il Façade pattern
per un oggetto.
I più moderni linguaggi orientati agli oggetti come C++, Java, Python,
Ruby e Lisp supportano la definizione di funtori e ne rendono significativo l'uso.

## Origini
Smalltalk fu uno dei primi linguaggi a supportare i funtori attraverso l'uso di blocchi che sono parte integrante della sintassi del linguaggio. Per esempio uno può fornire un funtore come argomento a collezioni
di oggetti per fornire filtraggio e ordinamento. È una realizzazione perfetta dello strategy pattern.

## Funtori in C e C++
Consideriamo l'esempio dell'ordinamento che usa una funzione di callback per definire una relazione
d'ordine tra coppie di valori. Un programma C che usa i puntatori a funzione apparirebbe così:
```
/* Callback function */

int
 
compare_function
(
int
 
A
,
 
int
 
B
)
 
{

  
return
 
(
A
 
<
 
B
);

}

...

/* Declaration of C sorting function */

void
 
sort_ints
(
int
*
 
begin_items
,
 
int
 
num_items
,
 
int
 
(
*
cmpfunc
)(
int
,
 
int
)
 
);

...

int
 
main
()
 
{

    
int
 
items
[]
 
=
 
{
4
,
 
3
,
 
1
,
 
2
};

    
sort_ints
(
items
,
 
sizeof
(
items
)
/
sizeof
(
int
),
 
compare_function
);

}

```

In C++ un funtore può essere usato al posto di una funzione ordinaria attraverso la definizione
di una classe che fa overloading dell'operatore "chiamata a funzione" definendo una funzione membro
operator(). In C++ questo è chiamato class type functor, e può apparire così:
```
class
 
compare_class
 
{

  
public
:

  
bool
 
operator
()(
int
 
A
,
 
int
 
B
)
 
{

    
return
 
(
A
 
<
 
B
);

  
}

};

...

// Declaration of C++ sorting function.

template
 
<
class
 
ComparisonFunctor
>
 

void
 
sort_ints
(
int
*
 
begin_items
,
 
int
 
num_items
,
 
ComparisonFunctor
 
c
);

...

int
 
main
()
 
{

    
int
 
items
[]
 
=
 
{
4
,
 
3
,
 
1
,
 
2
};

    
compare_class
 
functor
;

    
sort_ints
(
items
,
 
sizeof
(
items
)
/
sizeof
(
int
),
 
functor
);

}

```

Nota che la sintassi per fornire la callback alla funzione
sort_ints() è identica, ma viene passato un oggetto invece di un puntatore a funzione.
Quando viene invocata la funzione di callback viene eseguita come ogni altra funzione membro, e ha
pieno accesso agli altri membri (dati o funzioni) dell'oggetto.
È possibile usare funtori in altre situazioni oltre che come funzioni di callback (sebbene l'abbreviazione
funtore non venga normalmente usata). Continuiamo l'esempio.
```
  
functor_class
 
Y
;

  
int
 
result
 
=
 
Y
(
 
a
,
 
b
 
);

```

In aggiunta ai funtori per le classi, sono possibili anche altri tipi di funzioni oggetto in C++.
Questi possono trarre vantaggio dalle facilitazioni tipo il puntatore a membro o la programmazione a
template. L'espressività dei template permette anche alcune tecniche di programmazione funzionale,
come definire funtori in termini di altri funtori (come nella composizione di funzioni). La maggior
parte della standard template library (STL) del C++ fa uso intensivo dei funtori.

### Performance
Un vantaggio dei funtori in C++ è la performance perché diversamente da un puntatore a funzione una funzione oggetto può essere scritta inline. Per esempio consideriamo una semplice funzione che incrementa il suo argomento implementata come una funzione oggetto:
```
struct
 
IncrementFunctor
 
{

  
void
 
operator
()(
int
 
&
i
)
 
{
 
++
i
;
 
}

};

```

e come funzione libera
```
void
 
increment_function
(
int
 
&
i
)
 
{
 
++
i
;
 
}

```

Richiamiamo la funzione std::for_each():
```
template
<
typename
 
InputIterator
,
 
typename
 
Function
>

Function
 
for_each
(
InputIterator
 
first
,
 
InputIterator
 
last
,
 
Function
 
f
)
 
{

  
for
 
(
 
;
 
first
 
!=
 
last
;
 
++
first
)

    
f
(
*
first
);

  
return
 
f
;

}

```

Supponiamo di applicare std::for_each() in questo modo:
```
int
 
A
[]
 
=
 
{
1
,
 
4
,
 
2
,
 
8
,
 
5
,
 
7
};

const
 
int
 
N
 
=
 
sizeof
(
A
)
 
/
 
sizeof
(
A
[
0
]);

for_each
(
A
,
 
A
 
+
 
N
,
 
IncrementFunctor
());

for_each
(
A
,
 
A
 
+
 
N
,
 
increment_function
);

```

Entrambe le chiamate a for_each funzionerà come atteso. La prima chiamata sarà a questa versione:
```
IncrementFunctor
 
for_each
<
int
*
,
IncrementFunctor
>
(
int
*
,
 
int
*
,
 
IncrementFunctor
)

```

mentre la seconda a questa versione:
```
void
(
*
)(
int
&
)
 
for_each
<
int
*
,
void
(
*
)(
int
&
)
>
(
int
*
,
 
int
*
,
 
void
(
*
)(
int
&
))

```

All'interno di for_each<int*,IncrementFunctor>(), il compilatore sarà in grado di mettere inline la funzione oggetto perché la funzione è nota a compile time mentre in for_each<int*,void(*)(int&)>() la funzione non può essere nota a compile time e quindi non può essere messa inline.
Attualmente una funzione può facilmente essere nota a compile time e il compilatore la metterà inline, se viene istruito. L'unico requisito è che il compilatore abbia osservato la definizione della funzione, e questo si applica ugualmente dentro una classe o fuori. Nel caso in cui non si metta inline, il linker viene istruito per ignorare "silenziosamente" definizioni multiple della stessa funzione da diverse unità di compilazione, senza produrre un errore, ma solo se la funzione in questione è una funzione di una classe. Il linker non scarterà definizioni multiple della stessa funzione se non è una funzione di classe.

### Mantenimento dello stato
Un altro vantaggio dei funtori è che possono mantenere lo stato che riguarda l'operatore () attraverso le chiamate. L'inconveniente è che le copie di un funtore devono condividere lo stato per funzionare correttamente. Agli algoritmi STL è consentito fare delle copie. Per esempio il seguente codice definisce un generatore che conta da 10 in su ed è chiamato 11 volte.
```
#include
 
<iostream>

#include
 
<iterator>

#include
 
<algorithm>

 

class
 
countfrom
 
{

private
:

  
int
 
&
count
;

public
:

  
countfrom
(
int
 
&
n
)
 
:
 
count
(
n
)
 
{}

  
int
 
operator
()()
 
{
 
return
 
count
++
;
 
}

};

 

int
 
main
()
 
{

  
int
 
state
(
10
);

  
std
::
generate_n
(
std
::
ostream_iterator
<
int
>
(
std
::
cout
,
 
"
\n
"
),
 
11
,
 
countfrom
(
state
));

  
return
 
0
;

}

```

## Funtori in D
Il linguaggio D fornisce molti modi di dichiarare i funtori. Lo stile Lisp/Python e quello C#.
```
bool
 
find
(
T
)(
T
[]
 
haystack
,
 
bool
 
delegate
(
T
)
 
needle_test
)
 
{

  
foreach
 
(
 
straw
;
 
haystack
 
)
 
{

    
if
 
(
 
needle_test
(
straw
)
 
)

      
return
 
true
;

  
}

  
return
 
false
;

}

void
 
main
()
 
{

    
int
[]
 
haystack
 
=
 
[
345
,
15
,
457
,
9
,
56
,
123
,
456
];

    
int
   
needle
 
=
 
123
;

    
bool
 
needleTest
(
int
 
n
)
 
{

      
return
 
n
 
==
 
needle
;

    
}

    
assert
(

      
find
(
haystack
,
 
&
needleTest
)

    
);

}

```

La differenza viene automaticamente e conservativamente determinata dal compilatore. Il D supporta anche le funzioni letterali, che permette una definizione in stile lambda:
```
void
 
main
()
 
{

    
int
[]
 
haystack
 
=
 
[
345
,
15
,
457
,
9
,
56
,
123
,
456
];

    
int
   
needle
 
=
 
123
;

    
assert
(

       
find
(
haystack
,
 
(
int
 
n
)
 
{
 
return
 
n
 
==
 
needle
;
 
})

    
);

}

```

Per permettere al compilare di mettere il codice in-line (vedi sopra), i funtori possono anche essere specificati nello stile C++ usando l'overload degli operatori.
```
bool
 
find
(
T
,
F
)(
T
[]
 
haystack
,
 
F
 
needle_test
)
 
{

  
foreach
 
(
 
straw
;
 
haystack
 
)
 
{

    
if
 
(
 
needle_test
(
straw
)
 
)

      
return
 
true
;

  
}

  
return
 
false
;

}

void
 
main
()
 
{

    
int
[]
 
haystack
 
=
 
[
345
,
15
,
457
,
9
,
56
,
123
,
456
];

    
int
   
needle
 
=
 
123
;

    
class
 
NeedleTest
 
{

      
int
 
needle
;

      
this
(
int
 
n
)
 
{
 
needle
 
=
 
n
;
 
}

      
bool
 
opCall
(
int
 
n
)
 
{

        
return
 
n
 
==
 
needle
;

      
}

    
}

    
assert
(

      
find
(
haystack
,
 
new
 
NeedleTest
(
needle
))

    
);

}

```

## Funtori in Java
Siccome Java non ha funzioni di prima classe, i funtori sono solitamente espressi da un'interfaccia con un singolo metodo, tipicamente con l'implementazione rappresentata da una classe interna anonima.
Un esempio dalla Java standard library è nella funzione java.util.Collections.sort() che prende una List e un funtore il cui ruolo è di confrontare gli oggetti nella lista. Ma siccome Java non ha funzioni di prima classe, la funzione è parte dell'interfaccia di confronto. Questo può essere usato come segue.
```
List
<
String
>
 
list
 
=
 
Arrays
.
asList
(
"10"
,
 
"1"
,
 
"20"
,
 
"11"
,
 
"21"
,
 
"12"
);

		

Collections
.
sort
(
list
,
 
new
 
Comparator
<
String
>
()
 
{

    
public
 
int
 
compare
(
String
 
o1
,
 
String
 
o2
)
 
{

        
return
 
Integer
.
valueOf
(
o1
).
compareTo
(
Integer
.
valueOf
(
o2
));

    
}

});

```

Un funtore può essere anche costruito implementando l'interfaccia java.lang.Runnable ed attivato tramite java.lang.Thread:
```
import
 
java.lang.*
;

class
 
Funtore
 
implements
 
Runnable
{

    
private
 
boolean
 
eseguita
;

    
private
 
Object
 
ris
;
       
// può essere "Object" come qualsiasi altra classe

    
/*  */
                    
// altri campi dati

    
public
 
Funtore
(
/* */
)
 
{
   
// signature del costruttore

         
// inizializza i campi dati dell'oggetto Funtore

    
}

    
public
 
synchronized
 
void
 
run
(){

        
if
 
(
eseguita
)

            
return
;

        
eseguita
 
=
 
true
;

        
// svolge il lavoro della funzione

        
// scrive il risultato del lavoro svolto nella variabile "ris"

    
}

    
public
 
synchronized
 
Object
 
getRis
()
 
{

        
if
 
(
!
eseguita
)

            
throw
 
new
 
RuntimeException
();

        
else

            
return
 
ris
;

    
}

    
public
 
synchronized
 
boolean
 
Eseguita
(){

        
return
 
eseguita
;

    
}

}

public
 
class
 
Test
{

    
public
 
static
 
void
 
main
(
String
[]
 
args
){

        
Object
 
ris
;

        
Funtore
 
f
 
=
 
new
 
Funtore
(
/* */
);

        
Thread
 
t
 
=
 
new
 
Thread
(
f
);

        
t
.
start
();

        
try
 
{
 
t
.
join
();
 
}

        
catch
 
(
InterruptedException
 
e
)
 
{
 
e
.
printStackTrace
();
 
}

        
ris
 
=
 
f
.
getRis
();

    
}

}

```

## Funtori in Python
In Python, le funzioni sono oggetti, come le stringhe, i numeri le liste e così  via. Questa caratteristica elimina la necessità di creare una funzione oggetto in molti casi. Comunque ogni oggetto con un metodo __call__() può essere chiamato usando una sintassi di chiamata a funzione.
Un esempio è questa classe Accumulator (basata sullo studio di Paul Graham sulla sintassi dei linguaggi di programmazione e sulla chiarezza(:
```
class
 
Accumulator
(
object
):

    
def
 
__init__
(
self
,
 
n
):

        
self
.
n
 
=
 
n

    
def
 
__call__
(
self
,
 
x
):

        
self
.
n
 
+=
 
x

        
return
 
self
.
n

```

Un esempio di questo nell'uso pratico (usando l'interprete interattivo):
```
>>> 
a
 
=
 
Accumulator
(
4
)

>>> 
a
(
5
)

9

>>> 
a
(
2
)

11

>>> 
b
 
=
 
Accumulator
(
42
)

>>> 
b
(
7
)

49

```

Un altro modo di costruire un funtore in Python è di usare un'inclusione:
```
def
 
Accumulator
(
n
):

    
def
 
inc
(
x
):

        
inc
.
n
 
+=
 
x

        
return
 
inc
.
n

    
inc
.
n
 
=
 
n

    
return
 
inc

```

## Funtori in Ruby
Ruby ha un numero di oggetti che possono essere considerati funtori, in particolare gli oggetti Method e Proc.
Ruby ha anche due tipi di oggetti che possono essere ritenuti dei semi-funtori: UnboundMethod e block. UnboundMethods deve essere prima collegato ad un oggetto (diventando un Method) prima di poter essere usato come funtore. I Block possono essere chiamati come i funtori, ma per poter essere usati in ogni altra accezione come un oggetto (per es. passati come argomento) devono prima essere convertiti in un Proc. Più recentemente, i simboli (acceduti attraverso l'indicatore : possono anche essere convertiti in Proc. Usando l'operatore unario di ruby &, equivalente a chiamare to_proc su un oggetto, e assumendo che il metodo esista, il progetto Ruby Extension Project ha creato un semplice hack.
```
class
 
Symbol

   
def
 
to_proc

      
proc
 
{
 
|
obj
,
 
*
args
|
 
obj
.
send
(
self
,
 
*
args
)
 
}

   
end

end

```

Ora, il metodo foo può essere un funtore, es. un Proc, via &:foo e usato con takes_a_functor(&:foo). Symbol.to_proc è stato ufficialmente aggiunto a Ruby l'11 giugno, 2006 durante RubyKaiga2006.
A causa delle varietà delle forme, il termine funtore non viene generalmente usato in Ruby per indicare una funzione oggetto. Piuttosto è diventato un tipo di dispatch delegation introdotta dal progetto Ruby Facets. La definizione più semplice di questo è:
```
class
 
Functor

  
def
 
initialize
(
&
func
)

    
@func
 
=
 
func

  
end

  
def
 
method_missing
(
op
,
 
*
args
,
 
&
blk
)

    
@func
.
call
(
op
,
 
*
args
,
 
&
blk
)

  
end

end

```

Questo uso è più simile a quelli usati dai linguaggi di programmazioni funzionali, come ML e la terminologia matematica originale.